# Флаг Росфинмониторинга
Флаг Росфинмониторинга является официальным символом, указывающими на принадлежность к Федеральной службе по финансовому мониторингу (Росфинмониторинг).
1 ноября 2001 года был образован Комитет Российской Федерации по финансовому мониторингу (КФМ России), который 9 марта 2004 года был преобразован в Федеральную службу по финансовому мониторингу (Росфинмониторинг).
С 24 сентября 2007 года руководство деятельностью Федеральной службы по финансовому мониторингу осуществляло Правительство Российской Федерации.
С 21 мая 2012 года руководство деятельностью Федеральной службы по финансовому мониторингу осуществляет Президент Российской Федерации.
Флаг утверждён в целях реализации единой государственной политики в области геральдики, сохранения и развития исторических традиций и упорядочения официальных символов федеральных органов исполнительной власти — дважды — постановлением Правительства Российской Федерации от 25 января 2008 года № 27 (в бытность правительственной службой) и указом Президента Российской Федерации от 3 ноября 2012 года № 1472 (служба в ведении президента).

## Описание
Описание флага, утверждённое постановлением Правительства Российской Федерации от 25 января 2008 года, гласит:

Флаг Федеральной службы по финансовому мониторингу представляет собой прямоугольное полотнище синего цвета с Государственным флагом Российской Федерации в крыже. В правой нижней части полотнища — цветное изображение геральдического знака-эмблемы Федеральной службы по финансовому мониторингу.
Ширина полотнища составляет две трети его длины. Длина и ширина изображения Государственного флага Российской Федерации составляют соответственно одну вторую длины и ширины полотнища. Ширина изображения геральдического знака-эмблемы Федеральной службы по финансовому мониторингу составляет одну четвертую длины полотнища.
Изображение геральдического знака-эмблемы Федеральной службы по финансовому мониторингу расположено на расстоянии одной десятой длины и ширины полотнища соответственно от нижнего и правого краёв полотнища.

Описание флага, утверждённое указом Президента Российской Федерации от 3 ноября 2012 года, гласит:

Флаг Федеральной службы по финансовому мониторингу представляет собой прямоугольное полотнище синего цвета с Государственным флагом Российской Федерации в крыже.
В правой половине полотнища располагается геральдический знак — эмблема Федеральной службы по финансовому мониторингу.
Отношение ширины флага к его длине — два к трем.
Отношение площади крыжа к площади флага — один к двум.
Отношение ширины эмблемы к длине флага — один к четырём.
Эмблема расположена на расстоянии одной десятой длины и ширины флага от нижнего и правого края соответственно.

Геральдический знак-эмблема, изображённая на флаге, представляет собой изображение золотого двуглавого орла с поднятыми крыльями, увенчанного двумя малыми коронами и над ними одной большой короной, соединёнными лентой. В лапах орла — диагонально перекрещённые серебряные кадуцеи с жезлами в виде пылающих факелов. На груди орла — фигурный синий щит с золотой каймой. В щите — золотая геральдическая роза с пятью лепестками. В центре розы — голубое с золотыми параллелями и меридианами изображение земного шара.

## Использование
Флаг устанавливается в кабинетах директора Росфинмониторинга, его заместителей, а также в зале коллегии Росфинмониторинга, и поднят постоянно на зданиях Росфинмониторинга и территориальных органов Росфинмониторинга.
Флаг по решению директора Росфинмониторинга поднимается в местах официальных церемоний и других торжественных мероприятий, проводимых Росфинмониторингом и территориальными органами Росфинмониторинга.